# Günter Reimann-Dubbers
Günter Hans Reimann-Dubbers (* 1942) ist ein deutscher Unternehmer und Mäzen.

## Leben
Günter Hans Reimann-Dubbers ist der Sohn von Hans Gottfried Heinrich Dubbers (* 16. Oktober 1900) und dessen Ehefrau Elisabeth Emma (kurz: Else), geborene Reimann. Volker Reimann-Dubbers, Hans Gerhard Reimann-Dubbers und Hedwig-Else Dürr sind seine drei Geschwister. Reimann wurde von seinem Onkel Albert Reimann junior im Juli 1958 adoptiert und entstammt der wohlhabenden Unternehmerfamilie Reimann.
Im Jahr 1984 erbte er von seinem Adoptivvater 11,1 % der Joh. A. Benckiser GmbH, die 1999 mit dem britischen börsennotierten Unternehmen Reckitt & Colman zu Reckitt Benckiser (seit 2021 Reckitt) fusionierte. Bereits 1997 ließ er sich zusammen mit seinen drei Geschwistern seine Anteile auszahlen. Der Familienzweig Reimann-Dubbers operiert heute eigenständig. Zu diesem Familienzweig gehören das 2006 gegründete Family Office Reimann Investors mit Sitz in München-Grünwald, die Reimann Investors Vermögensbetreuung (zuvor: Deutsche Kontor Privatbank AG) sowie deren im Jahr 2010 begründete damalige Marke „Sofort Bank“ (Online-Zahlungssystem). Im November 2014 änderte die „Sofort Bank“ ihren Markennamen in „Deutsche Handelsbank“. Der Familienzweig hat ein Vermögen von 0,5 Mrd. € und rangiert auf Platz 407 der Liste der reichsten Deutschen (Stand 2019).
Günter Reimann-Dubbers gründete 2002 die Elke & Günter Reimann-Dubbers Stiftung mit Sitz in Heidelberg. Sie hat es sich zur Aufgabe gemacht, gemeinnützige Projekte, insbesondere in den Bereichen Familie, Bildung und Gesundheit ins Leben zu rufen und zu unterstützen. Außerdem sitzt Reimann-Dubbers im Kuratorium der Stiftung Heidelberger Frühling und war bis 2016 im Kuratorium des Völkerkundemuseum Heidelberg der J. und E. von Portheim Stiftung.
Reimann-Dubbers ist Diplom-Kaufmann, wohnt in Heidelberg, ist verheiratet mit Elke und hat zwei Kinder. Er hat mit Renate Reimann-Haas, Wolfgang Reimann und Andrea Reimann-Ciardelli sowie Stefan Reimann-Andersen und Matthias Reimann-Andersen fünf weitere Adoptivgeschwister.

## Ehrungen
Für seine großen Verdienste als Stifter, der sich für die Forschung und den Wissenstransfer auf dem Gebiet der Sprachförderung einsetzt, wurde Reimann-Dubbers von der Ruprechts-Karls-Universität Heidelberg 2019 in den Kreis der Ehrensenatoren aufgenommen.